# Dreamer (album Michała Szpaka)
Dreamer – drugi album studyjny polskiego wokalisty Michała Szpaka, wydany 7 września 2018 nakładem Sony Music Entertainment Poland.

## Informacje o albumie
Przez ten drive, przez to, że chce się do niego wracać cały czas, że jest taki hipnotyzujący, tajemniczy, a przy tym też bez wysiłku. Jest na tej płycie kilka utworów, które z przyjemnością będę śpiewał do końca życia.

Nowy album Michała Szpaka zawiera rockowe brzmienia oraz nastrojowe ballady. Twórcami i producentami najnowszej płyty artysty byli Sławomir Sokołowski i Aldona Dąbrowska. W nagraniu płyty wzięło udział łącznie 19 muzyków. Płyta ukazała się również w wersji specjalnej nową okładką i oprawą graficzną oraz dodatkowymi utworami z płyty Byle być sobą w wersji live.
30 listopada 2018 album ukazał się także w wersji analogowej.
6 lutego 2019 otrzymał certyfikat złotej płyty Związku Producentów Audio-Video.

## Single
Pierwszym singlem promującym album był utwór „Don’t Poison Your Heart”, wydany 22 listopada 2017. Na oficjalnym kanale VEVO Michała Szpaka teledysk ukazał się dwa dni później.
Drugi singel „King of the Season” miał premierę 20 maja 2018, zaś klip do utworu ukazał się 26 czerwca.
Teledysk do trzeciego singla „Rainbow” ukazał się 3 września 2018.
Lyric video do czwartego singla „Dreamer (Thanks To You My Friends)” ukazał się 16 listopada 2018.

## Lista utworów
Dreamer
| Nr  | Tytuł utworu                                           | Słowa            | Muzyka              | Długość |
| --- | ------------------------------------------------------ | ---------------- | ------------------- | ------- |
| 1.  | „Dreamer (Thanks To You My Friends)”                   | Aldona Dąbrowska | Sławomir Sokołowski | 3:11    |
| 2.  | „King of the Season”                                   | Aldona Dąbrowska | Sławomir Sokołowski | 3:18    |
| 3.  | „Blue Moon”                                            | Aldona Dąbrowska | Sławomir Sokołowski | 4:42    |
| 4.  | „Don’t Poison Your Heart”                              | Kamil Varen      | Andy Palmer         | 3:03    |
| 5.  | „Rainbow”                                              | Aldona Dąbrowska | Sławomir Sokołowski | 3:08    |
| 6.  | „Sweet Cherry”                                         | Aldona Dąbrowska | Sławomir Sokołowski | 3:17    |
| 7.  | „Let Me Dream”                                         | Aldona Dąbrowska | Sławomir Sokołowski | 5:47    |
| 8.  | „Stronger”                                             | Aldona Dąbrowska | Sławomir Sokołowski | 3:52    |
| 9.  | „Way To The Stars”                                     | Aldona Dąbrowska | Sławomir Sokołowski | 3:36    |
| 10. | „Dreamer (Thanks To You My Friends) (Special Version)” | Aldona Dąbrowska | Sławomir Sokołowski | 2:55    |
| 11. | „Blue Moon (House Version)”                            | Aldona Dąbrowska | Sławomir Sokołowski | 4:44    |
| 12. | „Together (Instrumental Version)”                      | -                | Sławomir Sokołowski | 2:56    |
|     |                                                        |                  |                     | 44:29   |

Dreamer: Special Edition
| Nr  | Tytuł utworu                           | Słowa            | Muzyka              | Długość |
| --- | -------------------------------------- | ---------------- | ------------------- | ------- |
| 1.  | „Don’t Poison Your Heart”              | Kamil Varen      | Andy Palmer         | 3:03    |
| 2.  | „King of the Season”                   | Aldona Dąbrowska | Sławomir Sokołowski | 3:18    |
| 3.  | „Dreamer (Thanks To You My Friends)”   | Aldona Dąbrowska | Sławomir Sokołowski | 3:11    |
| 4.  | „Rainbow”                              | Aldona Dąbrowska | Sławomir Sokołowski | 3:08    |
| 5.  | „Sweet Cherry”                         | Aldona Dąbrowska | Sławomir Sokołowski | 3:17    |
| 6.  | „Let Me Dream”                         | Aldona Dąbrowska | Sławomir Sokołowski | 5:47    |
| 7.  | „Stronger”                             | Aldona Dąbrowska | Sławomir Sokołowski | 3:52    |
| 8.  | „Way To The Stars”                     | Aldona Dąbrowska | Sławomir Sokołowski | 3:36    |
| 9.  | „Blue Moon”                            | Aldona Dąbrowska | Sławomir Sokołowski | 4:42    |
| 10. | „Ostatni zakręt (Concert Version)”     | Aldona Dąbrowska | Jamie Axel          | 4:19    |
| 11. | „Real Hero (Concert Version)”          | Olivia Morney    | Jamie Axel          | 3:44    |
| 12. | „Byle być sobą (Concert Version)”      | Aldona Dąbrowska | Mateusz Krezan      | 4:28    |
| 13. | „Color of Your Life (Concert Version)” | Kamil Varen      | Andy Palmer         | 4:00    |
| 14. | „Upaść, ale wstać (Concert Version)”   | Aldona Dąbrowska | Jamie Axel          | 3:59    |
| 15. | „Rosanna (Concert Version)”            | Olivia Morney    | Jamie Axel          | 4:23    |
| 16. | „Together (Instrumental Version)”      | -                | Sławomir Sokołowski | 2:56    |
|     |                                        |                  |                     | 1:01:43 |